# ジェラシー・ゲーム
『ジェラシー・ゲーム』は、1982年8月6日公開の日本映画。にっかつロマンポルノ・エロス大作。
東陽一監督、大信田礼子、高橋ひとみ主演。にっかつ=幻燈社製作、にっかつ配給。カラー / ビスタサイズ / 84分。

## 概要
離婚を経て芸能活動を再開した大信田礼子と、寺山修司の秘蔵っ子だった高橋ひとみを主演に据え、それぞれの（本来の）パートナー役を夏木陽介と村上弘明が務めている。歌手役で出演している第8代クラリオンガールの大竹かおるは、映画タイトルと同名の楽曲（ちあき哲也作詞、筒美京平作曲）でレコードデビューを果たしている。
封切時の併映は『軽井沢夫人』（小沼勝監督、高田美和主演）。

## あらすじ
喫茶店を経営していた駿河新一と晴子の夫婦は北海道をバイクで旅していた。
一方、若いカップルの衛児と陽子も親に黙って北海道を旅していた。
ある日、新一は晴子がコーヒーを入れてくれたのに気付かず、自分で作って飲んでしまい、晴子の機嫌を損ねる。新一は逃げるようにその場を去り、道で倒れていた陽子を見つけてバイクに乗せる。一方、晴子のもとには衛児が現れ、2人で食事をしにドライブインに行く。ところが、新一と陽子も同じ店に来ており、双方気まずい思いをする。その夜、二組のカップルはそれぞれの相手と肉体関係を結んだ。
翌日、晴子はラジオでカップルが事故死したことを知り、新一と陽子のことだと思い、衛児を連れて病院へ行くが、この二人ではないことと知って安心する。
同じころ、新一は妻と関係を戻したいと考え、予定に合わせて札幌のホテルへと向かい、妻を待っていたところ、陽子が来る。その時、晴子と衛児が事故で死亡したというニュースが流れる。これで新一と一緒になれると思った陽子は笑みを浮かべるが、新一は陽子を残してホテルを去る。

## スタッフ
- プロデューサー - 前田勝弘
- 企画 - 進藤貴美男
- 監督 - 東陽一
- 助監督 - 栗原剛志
- 脚本 - 田中晶子
- 撮影 - 川上皓市
- 音楽 - 荒木一郎
- 美術 - 綾部郁郎
- 照明 - 磯崎英範
- 録音 - 久保田幸雄
- 編集 - 市原啓子
- スクリプター / スチール - 遠藤正

## キャスト
- 駿河新一 - 夏木陽介
- 駿河晴子 - 大信田礼子
- 芳賀衛児 - 村上弘明
- 陽子 - 高橋ひとみ
- 検問の警官 - 中丸信
- 病院の父 - 井上博一
- マスター - 椎谷建治
- 歌手 - 大竹かおる
- 若い男A - 堂下勝行
- 若い男B - 加藤益弘
- 若い男C - 伊達ケン
- 娘 - 浜田友里子